# 细野麻
细野麻（学名：Boehmeria gracilis）为荨麻科苎麻属的植物。分布在日本、朝鲜以及中国大陆的河北、四川、贵州、湖南、安徽、辽宁、陕西、浙江、福建、吉林、山东、湖北、江西、山西、河南等地，生长于海拔100米至1,600米的地区，常生长在灌丛中、石上、低山山坡草地、丘陵以及沟边，目前尚未由人工引种栽培。
其种加词来源于拉丁文“gracilis”，意为“纤细的”。

## 别名
麦麸草、野线麻、红棉麻（陕西） 红线麻（河南）